# Bâtiment du premier hôpital militaire de Niš
Le bâtiment du premier hôpital militaire de Niš (en serbe cyrillique : Зграда Прве војне болнице у Нишу ; en serbe latin : Zgrada Prve vojne bolnice u Nišu) se trouve à Niš, dans la municipalité de Medijana et dans le district de Nišava, en Serbie. Il est inscrit sur la liste des monuments culturels protégés de la république de Serbie (identifiant no SK 747),,.

## Présentation
Le bâtiment, situé Bulevar dr Zorana Đinđića au centre du complexe de l'hôpital militaire de Niš, a été construit de 1905 à 1907 selon un projet de l'architecte belgradois Nikola Bogdanović ; il est caractéristique du style éclectique, avec une influence de l'architecture néo-romane. Il a été conçu pour accueillir le pavillon de chirurgie de l'hôpital.
Il est constitué d'un rez-de-chaussée et d'un étage, avec une avancée centrale prononcée ; sur le côté ouest se trouve une salle d'opération demi-circulaire. Les façades sont décorées de motifs végétaux et géométriques, tandis que, sous le toit, court une corniche ornée d'une frise dentelée.
À l'intérieur, à gauche et à droite de la cage d'escalier d'entrée centrale se trouvent trois grandes chambres pour malades et, à côté d'elles, aux extrémités du bâtiment, une pièce plus petite avec un hall d'entrée. La disposition des salles du premier étage est la même, sauf que dans la partie centrale, au-dessus de la salle d'opération, se trouve un balcon demi-circulaire avec une cloison vitrée.